# Vugelles-La Mothe
Vugelles-La Mothe est une commune suisse du canton de Vaud, située dans le district du Jura-Nord vaudois.

## Géographie

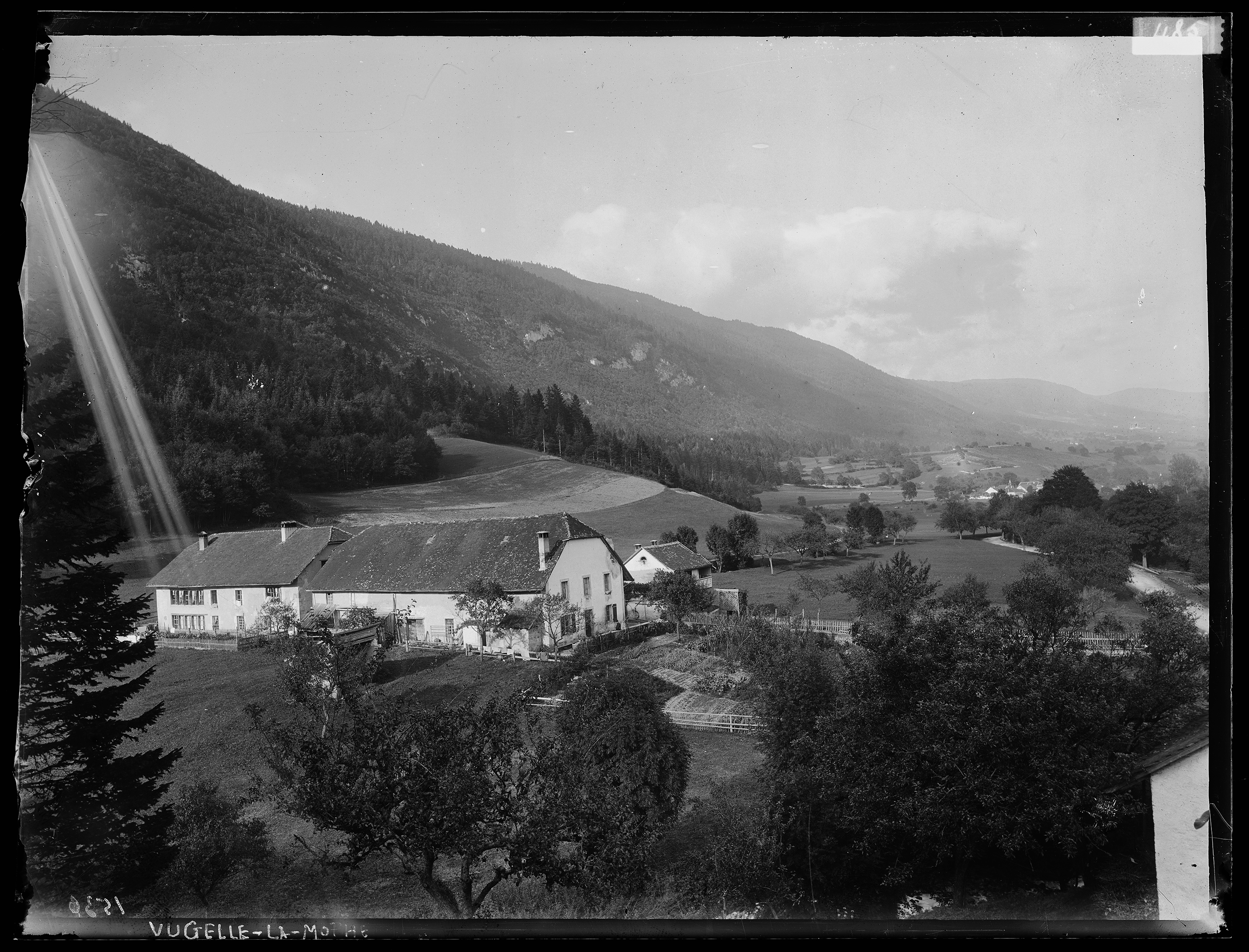
Vugelles, photographie par Albert Naef, 1901 (Archives cantonales vaudoises).

Vugelles-la-Mothe est située sur la rive gauche de l'Arnon, dans la verdoyante vallée qu’emprunte ce cours d’eau. Il se trouve à 6 km d'Yverdon, sur la route menant à Vuitebœuf.
Le territoire de Vugelles-La Mothe s'étend sur 3,07 km2. Lors du relevé de 2013-2018, les surfaces d'habitations et d'infrastructures représentaient 3,9 % de sa superficie, les surfaces agricoles 31,3 %, les surfaces boisées 63,8 % et les surfaces improductives 1,6 %.

## Toponymie
Vugelles : Vouzala (1228). - Vougella (1403). - Vougellaz (1453).
La Mothe : Hugo de Champvent, seigneur de la Mottaz. (XIVe siècle) - supra Motam (1437).
L'appellation Vugelles pourrait correspondre à un diminutif de vouze, nom du saule marsault en francoprovençal, mais ce toponyme pourrait remonter aussi au latin vallicella, « vallon », « petite vallée ».
Un toponyme du type Motte, Mottaz, La Mothe remonte à un mot prélatin mottu, motta, qui signifie « colline, hauteur, sommet arrondi d’un relief ». Ce nom signifie donc « tertre, petite élévation ». 
Son nom en patois vaudois est Vudzelâ.

## Histoire
Le territoire communal a livré des vestiges romains et quelques tombes de l’époque Burgonde.
Une abbaye des tireurs a été fondée en 1741.
En mars 1798, Vugelles a été le théâtre d’un combat entre un détachement de soldats français joints aux patriotes de la région, qui s’opposaient aux partisans de LL.EE de Berne, anciens seigneurs du Pays de Vaud.

## Population et société

### Gentilé et surnoms
Les habitants de la commune se nomment les Vugellois, lè Vudzalouâ en patois vaudois.
Ils sont surnommés en patois vaudois lè Lutsèran (les Chouettes) et lè Tsa-Houant (les Chats-Huants).

### Démographie

#### Évolution de la population
Vugelles-La Mothe compte 137 habitants au 31 décembre 2022 pour une densité de population de 45 hab/km2. Sur la période 2010-2019, sa population a augmenté de 10,7 % (canton : 12,9 % ; Suisse : 9,4 %).  

#### Pyramide des âges
En 2020, le taux de personnes de moins de 30 ans s'élève à 38,3 %, au-dessus de la valeur cantonale (35 %). Le taux de personnes de plus de 60 ans est quant à lui de 18,2 %, alors qu'il est de 21,9 % au niveau cantonal.
La même année, la commune compte 66 hommes pour 72 femmes, soit un taux de 47,8 % d'hommes, inférieur à celui du canton (49,1 %).
| Hommes | Classe d’âge | Femmes |
| ------ | ------------ | ------ |
| 0,0    | 90 ans ou +  | 0,0    |
| 3,0    | 75 à 89 ans  | 6,9    |
| 16,7   | 60 à 74 ans  | 9,7    |
| 25,8   | 45 à 59 ans  | 22,2   |
| 21,2   | 30 à 44 ans  | 18,1   |
| 18,2   | 15 à 29 ans  | 16,7   |
| 15,2   | - de 14 ans  | 26,4   |

| Hommes | Classe d’âge | Femmes |
| ------ | ------------ | ------ |
| 0,5    | 90 ans ou +  | 1,4    |
| 6,1    | 75 à 89 ans  | 8,2    |
| 13,3   | 60 à 74 ans  | 14,3   |
| 21,5   | 45 à 59 ans  | 21,2   |
| 22,0   | 30 à 44 ans  | 21,4   |
| 19,6   | 15 à 29 ans  | 18,0   |
| 16,9   | - de 14 ans  | 15,5   |

## Culture et patrimoine

### Patrimoine bâti
On trouvait sur le territoire de La Mothe les vestiges d’un château médiéval (XIVe siècle), avec fossés et fragments de murs.

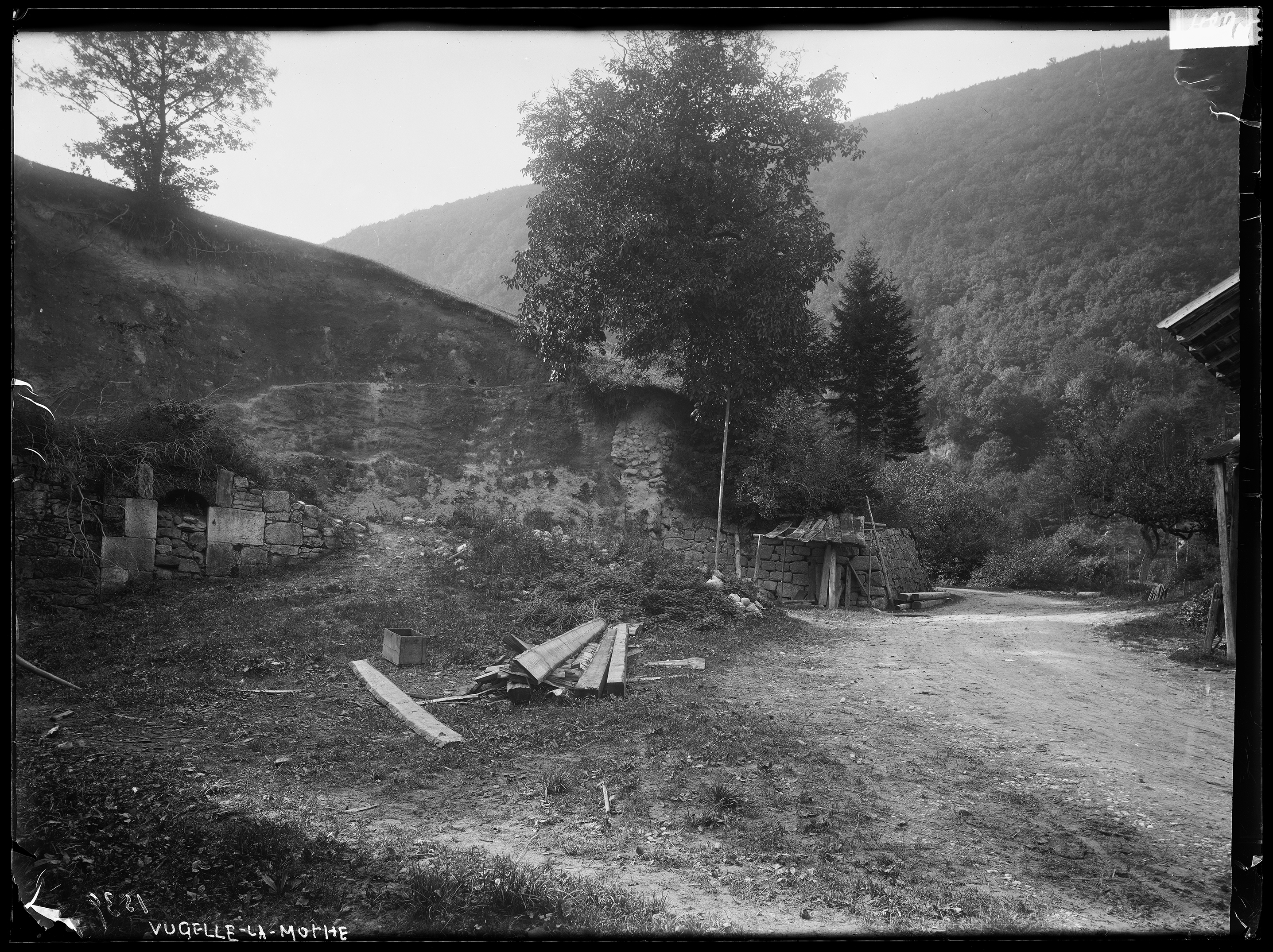
Ruines du château de La Mothe, photographiées par Albert Naef vers 1904-1911 (Archives cantonales vaudoises).

L'église, aujourd'hui réformée, est d'origine médiévale, les murs datant probablement du XVe siècle. Plafond lambrissé, peut-être du XVIIe siècle. En 1878, la voûte du chœur est démolie et l'arc triomphal supprimé, avec prolongement du berceau lambrissé. Chaire de 1752. Vitrail de 1941 par Charles Clément. Restauration en 1922.

### Armoiries
Palé d'argent et d'azur à la chouette au naturel, perchée sur une demi-roue de moulin d'or, le tout brochant.
Vugelles faisait anciennement partie de la grande communauté réunissant Orges, Longueville, La Mothe et Vugelles. Cette dernière agglomération en a été détachée par décret de 1849 pour former une commune autonome. En 1925, la Municipalité reprend les couleurs des seigneurs de Grandson, qui détenaient anciennement cette région, tandis que la demi-roue évoque l’ancien moulin du village et que la chouette perpétue le surnom donné aux habitants.